# مؤيد المطيري
مؤيد مفلح المطيري (مواليد 29 مارس 2001) هو لاعب كرة قدم سعودي يلعب في نادي الصقر.

## مسيرة اللاعب
لعب في نادي النجمة ونادي الصقر.